# Rudy Gestede
Rudy Gestede, né le 10 octobre 1988 à Essey-lès-Nancy (France), est un footballeur international béninois, qui possède également la nationalité française. Il évolue actuellement au poste d'attaquant.

## Biographie

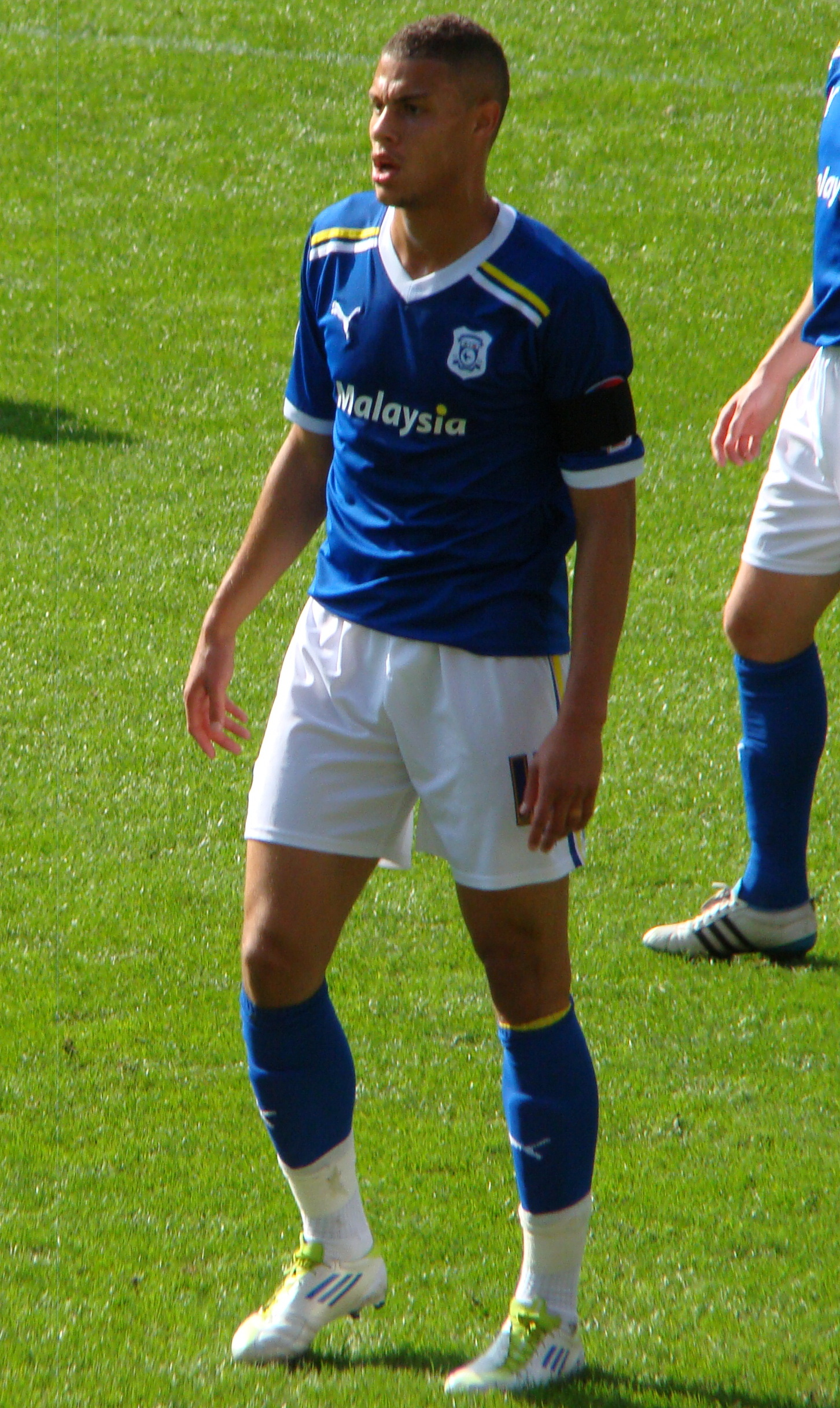
Gestede avec Cardiff City en 2011

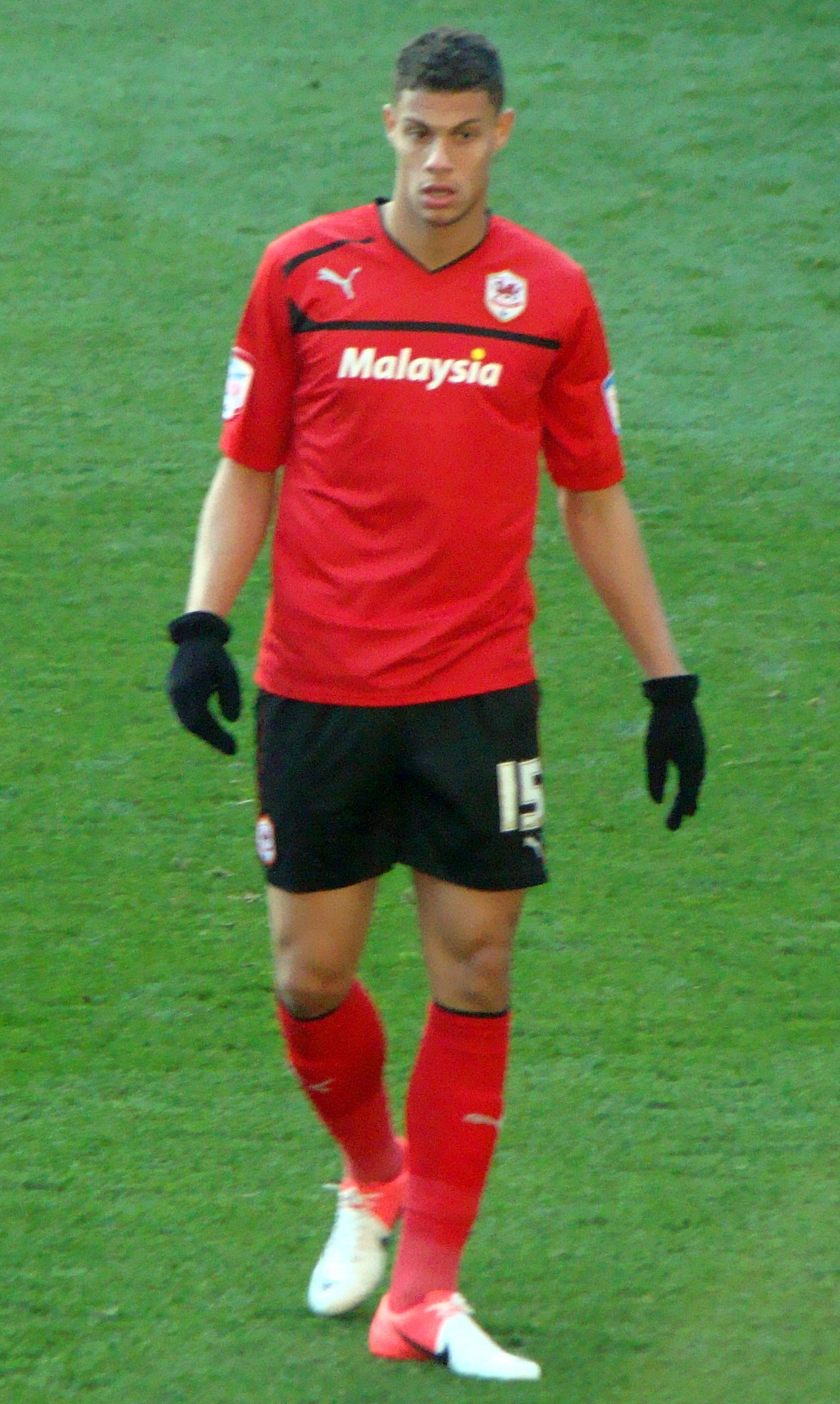
Gestede avec Cardiff City en 2012

### En club

#### Début de carrière en France
En 2003, alors en formation au FC Metz, il fait partie de la sélection de la Ligue de Lorraine des 14 ans, qui prépare la Coupe nationale des Ligues.
Le 1er décembre 2007, Gestede participe à sa première rencontre avec l'équipe première du FC Metz face à l'AJ Auxerre.
Le 18 août 2009, il est prêté pour une saison à l'AS Cannes qui évolue en National. Il inscrit cinq buts en vingt-matchs avec le club cannois avant de retrouver le FC Metz en juin 2010. Il inscrit cinq buts en quatorze matchs toutes compétitions confondues lors de la saison 2010-2011 sous le maillot messin.

#### Cardiff City
À la fin de la saison 2010-2011, il est laissé libre par le FC Metz et fait un essai d'une semaine au club gallois de Cardiff City. Le 15 juillet 2011, à l'occasion d'un match amical contre Charlton Athletic joué en Espagne, il inscrit le seul but du match. L'entraîneur de Cardiff, Malky Mackay, souhaite dès lors le recruter et un contrat lui est proposé. Le 26 juillet 2011, il devient officiellement joueur de Cardiff City. Il joue son premier match officiel sous ses nouvelles couleurs le 7 août suivant à l'occasion d'une rencontre contre West Ham (victoire de Cardiff 0-1). Il inscrit son premier but le 21 septembre 2011 en League Cup face à Leicester City et, en championnat, le 15 octobre 2011 contre Ipswich Town (2-2). À l'issue de ce match, l'entraîneur de Cardiff, Malky Mackay, le félicite publiquement. « Je trouve que Rudy a été immense. Il n'a joué que quelques matchs en Championship et ce que je vois, ce sont des améliorations en permanence. » Après le match contre Leicester, l'entraîneur adverse, Sven-Göran Eriksson, évoque la puissance du joueur.
Le 26 février 2012, il prend part à la finale de League Cup, qui oppose Cardiff City à Liverpool au stade de Wembley devant près de 90 000 spectateurs, match que remporte Liverpool aux tirs au but, séance au cours de laquelle Gestede échoue devant Pepe Reina, le gardien de Liverpool.
À la fin de la saison, il prolonge son contrat avec Cardiff et s'engage jusqu'en 2014. Il termine finalement sa première saison à Cardiff City en ayant joué plus de 30 matchs et inscrit 3 buts.

#### Blackburn Rovers
Prêté pour deux mois aux Blackburn Rovers entre novembre 2013 et janvier 2014 (sept matchs, un but), il s'engage avec les Rovers à l'issue de ce prêt. Il dispute 65 matchs et inscrit 34 buts avant de quitter le club lors de l'été 2015.

#### Aston Villa
Le 31 juillet 2015, il s'engage avec Aston Villa. Huit jours plus tard, il prend part à son premier match avec les Villans lors de première journée face à l'AFC Bournemouth. Il entre à l'heure de jeu et inscrit l'unique but de la rencontre d'une tête sur corner. Il inscrit dix buts en cinquante-cinq matchs toutes compétitions confondues avec Villa.

#### Middlesbrough FC
Le 4 janvier 2017, Gestede s'engage pour trois ans et demi avec le Middlesbrough FC.

#### Melbourne Victory
Le 25 novembre 2020, libre de tout contrat, il s'engage pour deux saisons en faveur du club australien du Melbourne Victory.

### En sélection nationale
Entre 2006 et 2008, Rudy Gestede prend part à 17 rencontres de l'équipe de France des moins de 19 ans. Le joueur confie en décembre 2011 son souhait de porter un jour le maillot de l'équipe des États-Unis. Un de ses grands-pères est en effet natif d'Atlanta, dans l'État de Géorgie aux États-Unis, ce qui rend Gestede potentiellement éligible à cette nationalité sportive.
Ayant également une grand-mère béninoise, il opte finalement pour la sélection du Bénin. Il est convoqué par le sélectionneur Manuel Amoros pour la première fois en mars 2013 pour rencontrer l'Algérie en match aller des éliminatoires de la Coupe du monde 2014 où il inscrit son premier but en sélection. Sa deuxième sélection a également lieu face à l'Algérie dans un match où il parvient à réduire la marque en inscrivant son deuxième but en sélection.

### Vie personnelle
En janvier 2013, Rudy Gestede lance la commercialisation d'une boisson énergisante nommée No limit. Deux footballeurs, Craig Bellamy et Bacary Sagna, participent à la première campagne publicitaire.

## Palmarès

### En club
- Cardiff City
  - Champion d'Angleterre de Championship en 2013
  - Finaliste de la League Cup en 2012

### Distinction personnelle
- Élu joueur du mois de Championship en avril 2014 (avec les Blackburn Rovers)

## Statistiques
| Saison                | Club                    | Championnat           | Championnat | Championnat | Coupe(s) nationale(s) | Coupe(s) nationale(s) | Play-offs | Play-offs | Total | Total |
| Saison                | Club                    | Division              | M.          | B.          | M.                    | B.                    | M.        | B.        | M.    | B.    |
| 2007-2008             | FC Metz                 | Ligue 2               | 12          | 0           | 2                     | 0                     | -         | -         | 14    | 0     |
| 2008-2009             | FC Metz                 | Ligue 2               | 5           | 0           | -                     | -                     | -         | -         | 5     | 0     |
| 2009-2010             | AS Cannes (prêt)        | National              | 22          | 2           | 3                     | 3                     | -         | -         | 25    | 5     |
| 2010-2011             | FC Metz                 | Ligue 2               | 11          | 3           | 3                     | 2                     | -         | -         | 14    | 5     |
| Sous-total            | Sous-total              | Sous-total            | 50          | 5           | 8                     | 5                     | -         | -         | 58    | 10    |
| 2011-2012             | Cardiff City            | Championship          | 25          | 2           | 6                     | 1                     | -         | -         | 31    | 3     |
| 2012-2013             | Cardiff City            | Championship          | 27          | 5           | -                     | -                     | -         | -         | 27    | 5     |
| 2013-2014             | Cardiff City            | Premier League        | 3           | 0           | 2                     | 1                     | -         | -         | 5     | 1     |
| Sous-total            | Sous-total              | Sous-total            | 55          | 7           | 8                     | 2                     | -         | -         | 63    | 9     |
| 2013-2014             | Blackburn Rovers (prêt) | Championship          | 6           | 1           | 1                     | 0                     | -         | -         | 7     | 1     |
| 2013-2014             | Blackburn Rovers        | Championship          | 21          | 12          | 0                     | 0                     | -         | -         | 21    | 12    |
| 2014-2015             | Blackburn Rovers        | Championship          | 39          | 20          | 5                     | 2                     | -         | -         | 44    | 22    |
| Sous-total            | Sous-total              | Sous-total            | 66          | 33          | 6                     | 2                     | -         | -         | 72    | 35    |
| 2015-2016             | Aston Villa             | Premier League        | 32          | 5           | 4                     | 1                     | -         | -         | 36    | 6     |
| 2016-2017             | Aston Villa             | Championship          | 18          | 4           | 1                     | 0                     | -         | -         | 19    | 4     |
| Sous-total            | Sous-total              | Sous-total            | 50          | 9           | 5                     | 1                     | -         | -         | 55    | 10    |
| 2016-2017             | Middlesbrough           | Premier League        | 16          | 1           | 3                     | 1                     | -         | -         | 19    | 2     |
| 2017-2018             | Middlesbrough           | Championship          | 19          | 3           | 2                     | 1                     | 1         | 0         | 22    | 4     |
| 2018-2019             | Middlesbrough           | Championship          | 4           | 0           | 4                     | 0                     | -         | -         | 8     | 0     |
| 2019-2020             | Middlesbrough           | Championship          | 19          | 2           | 3                     | 0                     | -         | -         | 22    | 2     |
| Sous-total            | Sous-total              | Sous-total            | 58          | 6           | 12                    | 2                     | 1         | 0         | 71    | 8     |
| 2019-2020             | Melbourne Victory       | A-League              | -           | -           | -                     | -                     | -         | -         | 0     | 0     |
| Sous-total            | Sous-total              | Sous-total            | -           | -           | -                     | -                     | -         | -         | 0     | 0     |
| Total sur la carrière | Total sur la carrière   | Total sur la carrière | 270         | 60          | 37                    | 12                    | 1         | 0         | 308   | 72    |